# Jsou světla, která nevidíme (seriál)
Jsou světla, která nevidíme (v anglickém originále All the Light We Cannot See) je americká dramatická minisérie, kterou režíroval Shawn Levy pro Netflix. Premiéra proběhla dne 2. listopadu 2023. Seriál je založen na stejnojmenném románu, oceněným Pulitzerovou cenou, spisovatele Anthonyho Doerra. V hlavní roli účinkují Aria Mia Loberti, Mark Ruffalo a Hugh Laurie. Čtyřdílná minisérie sleduje příběhy slepé francouzské dospívající dívky Marie-Laure a německého vojáka Wernera, jejichž cesty se během druhé světové války zkříží v okupované Francii.

## Obsazení

### Hlavní role
| Aria Mia Loberti | Marie-Laure LeBlanc, nevidomá francouzská dospívající dívka                           |
| Nell Sutton      | malá Marie-Laure                                                                      |
| Mark Ruffalo     | Daniel LeBlanc, otec Marie-Laure a zámečník v Národního přírodovědného muzea v Paříži |
| Hugh Laurie      | Etienne LeBlanc, veterán z první světové války trpící PTSD a prastrýc Marie-Laure     |
| Louis Hofmann    | Werner Pfennig, německý sirotek a voják, specialista na odhalování odbojových aktivit |
| Lars Eidinger    | Standartenführer Reinhold von Rumpel                                                  |
| Marion Bailey    | Madame Manec                                                                          |

### Vedlejší role
| Ed Skrein       | Obersturmbannführer Rudolf Seidler |
| Corin Silva     | Frank Volkheimer                   |
| Luna Wedler     | Jutta Pfennig                      |
| Richard Sammel  | Dr. Hauptmann                      |
| Andrea Deck     | Sandrina                           |
| Jakob Diehl     | Hauptsturmführer Müller            |
| Rhashan Stone   | profesor Hublin                    |
| James Dryden    | pan Caron                          |
| Elizabeth Dulak | Jacqueline                         |
| Rosie Hilal     | paní Elena                         |

## Seznam dílů
| Č. v seriálu | Původní název | Český název | Režie      | Scénář        | Premiéra na Netflixu |
| ------------ | ------------- | ----------- | ---------- | ------------- | -------------------- |
| 1            | Episode 1     | Epizoda 1   | Shawn Levy | Steven Knight | 2. listopadu 2023    |
| 2            | Episode 2     | Epizoda 2   | Shawn Levy | Steven Knight | 2. listopadu 2023    |
| 3            | Episode 3     | Epizoda 3   | Shawn Levy | Steven Knight | 2. listopadu 2023    |
| 4            | Episode 4     | Epizoda 4   | Shawn Levy | Steven Knight | 2. listopadu 2023    |

## Produkce
V březnu 2019 společnosti Netflix and 21 Laps Entertainment získaly práva na vývoj televizního seriálu, adaptaci románu se Shawnem Levym, Danem Levinem a Joshem Barrym jako výkonnými producenty. V září 2021 bylo oznámeno, že Netflix dal produkci objednávku na seriál skládající se ze čtyř epizod, přičemž Steven Knight slouží jako scenárista seriálu a Levy jako režisér všechn epizod. V prosinci 2021 bylo oznámeno, že Aria Mia Loberti ztvární hlavní roli Marie-Laure.
V lednu 2022 bylo oznámeno, že se do hlavních rolí připojili Mark Ruffalo a Hugh Laurie.
V únoru 2022 bylo oznámeno, že se k obsazení připojili Louis Hofmann, Lars Eidinger a Nell Sutton.